# Hypoxis flanaganii
Hypoxis flanaganii là một loài thực vật có hoa trong họ Hypoxidaceae. Loài này được Baker mô tả khoa học đầu tiên năm 1896.